# Buggy Heat
Buggy Heat est un jeu vidéo de course sorti sur Dreamcast en 1999.

## Système de jeu
Le joueur peut entraîner une intelligence artificielle sur les différentes pistes. Cette IA peut ensuite être utilisée comme pilote automatique en compétition.